# Trochomorpha conoides
Trochomorpha conoides é uma espécie de gastrópode  da família Zonitidae.
É endémica da Micronésia.